# Сержипана-ду-Сертан-ду-Сан-Франсиску (микрорегион)

Сержипана-ду-Сертан-ду-Сан-Франсиску на карте.

Сержипана-ду-Сертан-ду-Сан-Франсиску (порт. Microrregião Sergipana do Sertão do São Francisco) — микрорегион в Бразилии, входит в штат Сержипи. Составная часть мезорегиона Сертан штата Сержипи. 
Население составляет 	156 182	 человека (на 2010 год). Площадь — 	5 440,065	 км². Плотность населения — 	28,71	 чел./км².

## Демография
Согласно сведениям, собранным в ходе переписи 2010 г. Национальным институтом географии и статистики (IBGE), население микрорегиона составляет:						
| Полное население                             | Полное население                             | Полное население                             | Полное население                             | 156 182 |
| -------------------------------------------- | -------------------------------------------- | -------------------------------------------- | -------------------------------------------- | ------- |
| в том числе:                                 | Городское население                          | 74 090                                       | Процент городского населения, %              | 47,44   |
|                                              | Сельское население                           | 82 092                                       | Процент сельского населения, %               | 52,56   |
|                                              | Мужское население                            | 78 727                                       | Процент мужского населения, %                | 50,41   |
|                                              | Женское население                            | 77 455                                       | Процент женского населения, %                | 49,59   |
| Плотность населения, чел/км²                 | Плотность населения, чел/км²                 | Плотность населения, чел/км²                 | Плотность населения, чел/км²                 | 28,71   |
| Население микрорегиона в % к населению штата | Население микрорегиона в % к населению штата | Население микрорегиона в % к населению штата | Население микрорегиона в % к населению штата | 7,55    |

## Статистика
- Валовой внутренний продукт на 2004 составляет 2 095 829 144,00 реалов (данные: Бразильский институт географии и статистики).
- Валовой внутренний продукт на душу населения на 2004 составляет 14 321,06 реалов (данные: Бразильский институт географии и статистики).
- Индекс развития человеческого потенциала на 2000 составляет 0,579 (данные: Программа развития ООН).

## Состав микрорегиона
В составе микрорегиона включены следующие муниципалитеты:
1. Канинде-ди-Сан-Франсиску
2. Фейра-Нова
3. Гарару
4. Гракшу-Кардозу
5. Итаби
6. Монти-Алегри-ди-Сержипи
7. Носа-Сеньора-да-Глория
8. Порту-да-Фолья
9. Посу-Редонду